# 大沢瞳
大沢 瞳（おおさわ ひとみ、1979年1月13日 - ）は、日本の元AV女優。神奈川県出身。

## 略歴
- 1998年 - 『超新星』でAVデビュー。日本国内でデビューする前にペントハウスの香港版でデビュー、香港で人気となっている[2]。

## 出演作品
- 超新星（1998年1月30日、アトラス21）
- 女教師の微笑（1998年2月28日、アトラス21）
- ザ・コールガール9（1998年3月25日、アトラス21）
- 制服ラヴァーズ（1998年5月22日、トライハート）
- スキャンダル（1998年6月26日、トライハート）
- for the last time（1998年7月25日(VHS) / 2003年5月9日(DVD)、HRC）
- シェール プレミアム セレクション III（1999年5月18日、HRC）他出演:若菜瀬奈、水谷あみ、小室友里、君嶋ゆい
- ザ・コールガール Selection（1999年8月20日、アトラス21）他出演:鈴木麻奈美、日吉亜衣、若菜瀬奈、高瀬チカ、瞳リョウ、吉村彩